# Nannosquilla disca
Nannosquilla disca är en kräftdjursart som beskrevs av Camp och Manning 1986. Nannosquilla disca ingår i släktet Nannosquilla och familjen Nannosquillidae. Inga underarter finns listade i Catalogue of Life.